# Charles Thomas Studd
Charles Thomas Studd (ur. 2 grudnia 1860 w Spratton w Northamptonshire, zm. 16 lipca 1931 w Ibambi w Kongu Belgijskim) – angielski krykiecista i misjonarz protestancki.

## Kariera sportowa
Studiował w Eton College, a następnie w Trinity College na Uniwersytecie Cambridge ; na obu tych uczelniach odnosił sukcesy w grze w krykieta. W 1882 zagrał w reprezentacji swego kraju w przegranym meczu z Australią, który dał początek rozgrywanemu po dziś dzień turniejowi The Ashes. Po 1884, pod wpływem duchowego przeżycia nawrócenia, 
zrezygnował z dalszych występów.

## Działalność misjonarska

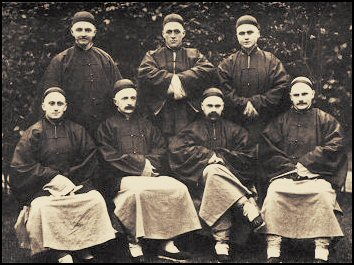
Siódemka z Cambridge

W 1885 razem z grupą misjonarzy nazywanych Siódemką z Cambridge wyjechał do Chin, gdzie pracował przez 15 lat w ramach China Inland Mission założonej przez Hudsona Taylora. W 1888, w trakcie pobytu w Chinach, ożenił się z Priscillą Stewart, z którą miał cztery córki (Grace, Dorothy, Edith i Pauline) i dwóch synów zmarłych w dzieciństwie.
W latach 1900-1906 był pastorem w południowych Indiach, po czym powrócił do kraju.
W 1910 udał się do Sudanu, a trzy lata później przeniósł się do Konga Belgijskiego, gdzie założył swoją bazę misyjną. Z krótkimi przerwami pozostał w Afryce do końca życia. Powołał do życia towarzystwo misyjne pod nazwą Heart of Africa Mission, przemianowane później na Worldwide Evangelisation Crusade (obecnie istnieje pod nazwą WEC International).